# Cyathodes glauca
Cyathodes glauca là một loài thực vật có hoa trong họ Thạch nam. Loài này được Labill. mô tả khoa học đầu tiên năm 1805.